# Willie Scott
Willie Scott (Gadsden, Alabama, 22 de mayo de 1947) es un exjugador de baloncesto estadounidense que disputó una temporada en la ABA. Con 1,96 metros de estatura, jugaba en la posición de alero.

## Trayectoria deportiva

### Universidad
Jugó cuatro temporadas con los Hornets de la Universidad Estatal de Alabama, en las que promedió 30,7 puntos y 12,5 rebotes por partido. Acabó como el máximo anotador de la historia de su universidad, cuando todavía el centro era considerado un small college y no pertenecía a la División I de la NCAA, con 3.155 puntos anotados.

### Profesional
Fue elegido en la vigésimo novena posición del Draft de la NBA de 1969 por Baltimore Bullets, y también por los Dallas Chaparrals en el Draft de la ABA, fichando por estos últimos. Jugó únicamente ocho partidos en los que promedió 1,6 puntos, antes de ser cortado.

## Estadísticas de su carrera en la ABA

### Temporada regular
| Temporada | Edad | Equipo            | Liga | Pos. | P | TIT | MIN | TC  | TCA | %TC  | 3P  | 3PA | %3P | 2P  | 2PA | %2P  | TL  | TLA | %TL  | R.OF. | R.DEF. | REB | ASIS | ROB | TAP | PER | FP  | PTS |
| 1969-70   | 22   | Dallas Chaparrals | ABA  |      | 8 |     | 6.4 | 0.8 | 1.9 | .400 | 0.0 | 0.0 |     | 0.8 | 1.9 | .400 | 0.1 | 0.8 | .167 | 0.3   | 0.3    | 0.5 | 0.3  |     |     | 1.0 | 2.0 | 1.6 |
| Total     |      |                   | ABA  |      | 8 |     | 6.4 | 0.8 | 1.9 | .400 | 0.0 | 0.0 |     | 0.8 | 1.9 | .400 | 0.1 | 0.8 | .167 | 0.3   | 0.3    | 0.5 | 0.3  |     |     | 1.0 | 2.0 | 1.6 |